# 宮瀬茉祐子
宮瀬 茉祐子（みやせ まゆこ、1982年（昭和57年）6月12日 - ）は、日本のフリーアナウンサー、元フジテレビアナウンサー。松竹エンタテインメント所属（元：オスカープロモーション）。

## 来歴
福岡県出身。福岡雙葉小学校附属幼稚園、福岡雙葉小学校、福岡雙葉中学校・高等学校、成蹊大学法学部卒業。

### 学生時代
大学ではサッカーサークルのマネージャーを務めていた。
2001年、ミス成蹊大学グランプリを受賞。
2003年11月22日に成蹊大学の自民党幹事長安倍晋三講演会で、司会の高島彩が急用で在学中の宮瀬が代役を務めた。
2004年「お台場冒険王」の館内放送「ちゃんねる冒険王」でMC、BSフジでキャスターをそれぞれ務め、『ぴったんこカン・カン』の街角インタビューに出演する。

### フジテレビに入社
2005年、フジテレビ入社。また、同局の小穴浩司とは同じ誕生日でもある（小穴は翌年の2006年4月1日に入社している）。
フジテレビやFNS各局の女性アナが出演した映画『大奥』に、同期入社の女性アナウンサー3人が出演した。
2011年6月29日に広報局広報室広告宣伝部に異動。7月15日にフジテレビONEの「プロ野球ニュース」に出演し、7月16日にフジテレビを退職し、7月18日に大手広告代理店に勤務する男性と結婚し、夫の勤務先のアメリカへ移住する。

### フリーアナウンサーとして
2014年に日本に帰国し、2月からフリーアナウンサー、またはタレントとして活動を始める。

## 人物

### 家族
実家は医院を営んでおり、2歳下の妹は福岡大学医学部医学科および福岡大学大学院医学研究科博士課程（心臓・血管内科学講座）で学んだ。

### 資格
茶道初級、漢検2級

### 交友関係
フジテレビ時代の先輩である中村仁美・戸部洋子・高橋真麻、後輩の加藤綾子と親交が深く、彼女らのブログで多く記される。

### 評判
「付き合ってみたい女子アナランキング」で1位に選ばれる。

## 出演番組
太字は、現在出演中

### フジテレビアナウンサー
- プロ野球ニュース2011　月、金曜日担当
- プロバスケ! bjリーグtv（金曜23:00 - 23:55、BSフジ）
- プロゴルファーTV（2009年12月 - 2011年7月、隔週）
- 爆笑そっくりものまね紅白歌合戦スペシャル（2010年3月30日）
- とんねるずのみなさんのおかげでした「ノリタの神様」など（不定期出演）
- 女子アナスペシャル
- アナ★バン
- BSフジNEWS
- BBコンプレックス（2005年5月30日 - 9月7日）
- 海筋肉王 ～バイキング～ スペシャル番組のリポーター（個人戦第3弾・第4弾、ペア戦第2弾）
- 情報プレゼンター とくダネ! リポーター（2005年10月 - 2006年3月）
- O・D・A～ODAIBA ANGEL～（2005年10月18日 - 2006年3月21日）
- 女子アナ部屋（2005年12月27日未明 - 12月30日未明、2006年1月3日未明 - 1月6日放送）
- お笑いネクストブレーカー（2006年1月1日、1月8日、3月12日、3月19日）
- フジテレびーびー（2006年3月7日～5月30日）
- FNNスーパーニュース フィールドキャスター（2006年4月6日 - 9月、木・金、2008年10月 - 2009年3月までリポーターとして不定期出演。報道分野のフィールドキャスターとして出演しなかった。）
- ニューカマーズ「おふくろの味バラエティ DK～ダイニングキッチン～」司会（2006年6月6日）
- クイズ$ミリオネアアナウンサー大会（2006年7月6日、13日）筆記問題74点、10人中8位
- ネプリーグ・アナウンサーチーム（2007年1月15日）
- 晴れたらイイねッ!Let'sコミミ隊（不定期）
- 山おんな壁おんな 第7話　リポーター役（2007年8月16日）
- SPEpisode-I（2007年11月3日）東京都知事インタビュアー役
- お台場学園 アイドリング居残り授業!(2008年4月29日 - 5月3日)
- コンバット
- FNNスーパーニュースWEEKEND スポーツコーナー（2006年10月7日 - 2008年9月28日）
- アナ☆ログ
- めざましどようび（2005年9月3日、10日放送）「TOKYOセレブMAP」（2006年1月7日 - 2008年9月27日） ココ調レポーター（2010年1月23日 - 6月26日、高樹千佳子の休養時の代理）
- サキヨミLIVE（2008年12月21日）中継リポート
- 東京マラソン2009（2009年3月22日）リポーター
- 企業最前線（不定期出演）
- 森田一義アワー 笑っていいとも! 金曜日担当（2006年10月6日 - 2007年9月28日）、月曜日担当（2007年10月1日 - 2009年3月23日）
- 笑っていいとも!増刊号（2006年10月8日 - 2009年3月29日）
- 笑っていいとも!特大号（2006年12月27日 - 2008年12月24日）
- 魔女裁判（2009年5月23日）レポーター役
- 東京ヤクルトスワローズ対中日ドラゴンズ戦（明治神宮野球場、フジテレビONE、2009年8月29日）実況中継アナウンス
- めざにゅ〜（月〜水、2009年3月30日 - 9月23日）情報キャスター担当、（12月9日、2010年9月15日 - 17日）メインキャスター代行[注 1]
- おまかせ!リビング（2009年4月5日 - 9月27日、日曜7:55 - 8:00・21:55 - 22:00、BSフジ）
- 出雲全日本大学選抜駅伝競走（2009年10月12日）優勝インタビュー
- 国際千葉駅伝（2009年11月23日）中継リポート
- 全開ガール 第1話 司会者役（2011年7月11日）[注 2]
- 自転車専科（土曜10:00 - 10:30、BSフジ）

### フリーアナウンサー
- 世界HOTジャーナル（フジテレビ　HOTジャーナリスト=レポーター）
- ドラマ10・美女と男子（2015年8月25日、NHK総合） - 福森信子役
- 金曜プレミアム・松本清張スペシャル・一年半待て（2016年4月15日、フジテレビ） - 北本美雪アナウンサー 役
- 世界は今 JETROグローバル・アイ（司会）
- バラいろダンディ（2018年8月22日、TOKYO MX）- 代打アシスタント
- モーニングCROSS（2016年4月4日 - 2021年3月31日、TOKYO MX）

## 同期入社
- 遠藤玲子
- 平井理央
- 田淵裕章